# ペタマップ
ペタマップ (PetaMap) は、利用者が作り上げることをコンセプトとした地図情報サイト。運営会社はソニースタイル・ジャパン。2014年6月に全てのサービスを終了した。

## 概要
ペタマップの意味は、「ペタペタと地図上に貼れること」や、10の15乗を表す接頭辞「ペタ」レベルまで発展してほしいとの願いから。
他人に教えたい、あるいは自分が気になる場所の情報を簡単に共有できる。利用者同士のコミュニケーションも可能で、登録されたスポットのうち気になるものだけをリストして管理したり、他のユーザーのリストを見ることもできる。
お気に入りスポットを登録し、全員で共有することができる。PlaceEngineのアップロード、ダウンロードもここで行う。スポット情報は会員でなくても見られるが、登録するには利用者登録（無料）する必要がある。
その他ユーザーランキングなどの指標があり、活動の度合いが反映される。スポット情報を登録したり他のユーザーからお気に入りに入れられるなどすれば順位は上がる。気になるリストには、注目タグや他のユーザーを登録してその動向を把握することができる。
自分のプロフィールを作成できる。友達として登録することにより、公開レベルをフレンドのみに限定できる。
また、PlayStation Portable対応ゲームソフト「みんなの地図2」、「みんなの地図3」に連動していて、ソフトで作成したスポットのアップロードが可能である。
PlaceEngineのアップロードも可能。毎週月曜日に更新され、最新のPlaceEngine位置情報のデータをダウンロードすることが出来る。
PSPシリーズ向けにx-Radar Portableを配信している。

## マップ
ペタマップには、ユーザーが自由に編集できるみんなのマップと、編集ができないPetaMap公認のオフィシャルマップの2種類ある。なお、トップページでは両方のマップをあわせた地図が表示される。
- みんなのマップは、自由にテーマを選択し、それに沿ったスポットを作成していくもの。ユーザー同士で、テーマ作成やスポットの作成が可能。
- オフィシャルマップはPetaMap公認のオフィシャルパートナーからの情報が記載されている。

るるぶトラベル
全国約9,500の宿を地図から検索。出張に使うビジネスホテルも探すことができる。宿が決まれば、予約ボタンでサイトから直接オンライン予約が可能。
季節のおでかけ♪
季節のおでかけ情報を収集。夏特集はピクニックや海水浴に最適なスポット、冬特集では全国のイルミネーションスポットやスキー場情報が掲載されている。リアルタイムでスキー場の積雪情報もある。
東京OLグルメ情報
渋谷、恵比寿、六本木、代官山など、東京の人気スポットに点在するPetaMapおすすめの厳選レストランを掲載。
「プラチナ サライ」情報
雑誌『プラチナサライ』創刊と同時に始動したWebマガジン「プラチナ サライ」とタッグを組み、同誌が厳選したレストラン情報が記載されている。
グルメぴあ　グルメ情報
グルメスポット情報満載の「グルメぴあ」エリア。クーポンも使える。
ホットペッパー
グルメ情報が地図から探せるエリア。
ガソリン価格情報
全国のガソリン価格情報が地図から探せる。
全国病院マップ
病院口コミサイトのQLifeが提供している「QLife」と連動し、全国約16万件の病院を掲載。「高評価」「有名」など同サイトの口コミ数やアクセス数などの指標を元にしたタグで病院を絞り込む事も可能。
全国動物病院マップ
病院口コミサイトのQLifeが提供している「Pet＠QLife」と連動し、全国約7000施設を掲載。同サイトに寄せられた口コミも閲覧できる。
地図から日本を再発見
あらゆるテーマから日本を再発見できる情報を毎週火曜日更新で掲載されている。
ゴルフ情報
ゴルフダイジェスト・オンラインが提供するゴルフ場情報のPetaMapオフィシャルエリア。全国の約2,300コースのゴルフ場情報をスポット化。
ちょっと面白情報満載
ニッポンのあそこでユーザーにジャンルに縛られない情報を提供。ユーザーでない人も楽しめる要素がある。
働く女性のツカエる情報
働く女性向けに厳選した、東京おしゃれショップ情報が掲載。
無線LAN情報
全国3万件以上の公衆無線LANスポット掲載されている。無線LANの会社ごとの検索も可能。FON、Yahoo! BBモバイル、ライブドアに対応。

## 動作環境
- パソコン
  - オペレーティングシステム - Windows XP / Vista / 7/8（予定）

- - ウェブブラウザ - Internet Explorer 6 / 7 / 8 / 9　、　Mozilla Firefox 2 / 3 / 4
- その他
  - ソニー パーソナルナビゲーションシステム nav-u「NV-U3」
  - ソニー パーソナルコミュニケーター mylo「COM-2」
- ソフトウェア
  - みんなの地図2
  - みんなの地図3
  - ニッポンのあそこで
  - みんなのナビ
  - スポット探索レーダー x-Radar
  - モンスターレーダー
- 携帯電話・スマートフォン
  - NTTドコモ
  - au
  - ソフトバンクモバイル

なお、Mac等Apple製品は非対応である。

## 歴史
- 2007年3月15日 - ペタマップサービス開始。
- 2009年3月11日 - 2周年を期に大型リニューアル。同時にモバイル版のサイト開設。
- 2014年6月30日 - 全てのサービスを終了。

## 補足
利用規約に一人で複数の会員登録はできない、15歳未満は登録不可とある。またベータ版で内容の変更もあり得る。

## 課題
ユーザーは様々な会員がいるため、例えば、位置が違う・スポットの内容が違うなどの信用性が欠ける部分があり、どう克服していくかが、課題である。